# الوادي (محافظة خيبر)
الوادي قرية من قرى محافظة خيبر في منطقة المدينة المنورة في السعودية، تقع شمال المدينة المنورة